# Alfabeto croato
L'alfabeto croato (in croato hrvatska abeceda), conosciuto anche come alfabeto latino di Gaj, è l'alfabeto utilizzato per scrivere la lingua croata.
Fu codificato nel 1830 dal linguista croato Ljudevit Gaj nel libro Kratka osnova horvatsko-slavenskog pravopisanja ("Brevi fondamenti di ortografia croato-slava") ed è l'alfabeto attualmente utilizzato dalla lingua croata.

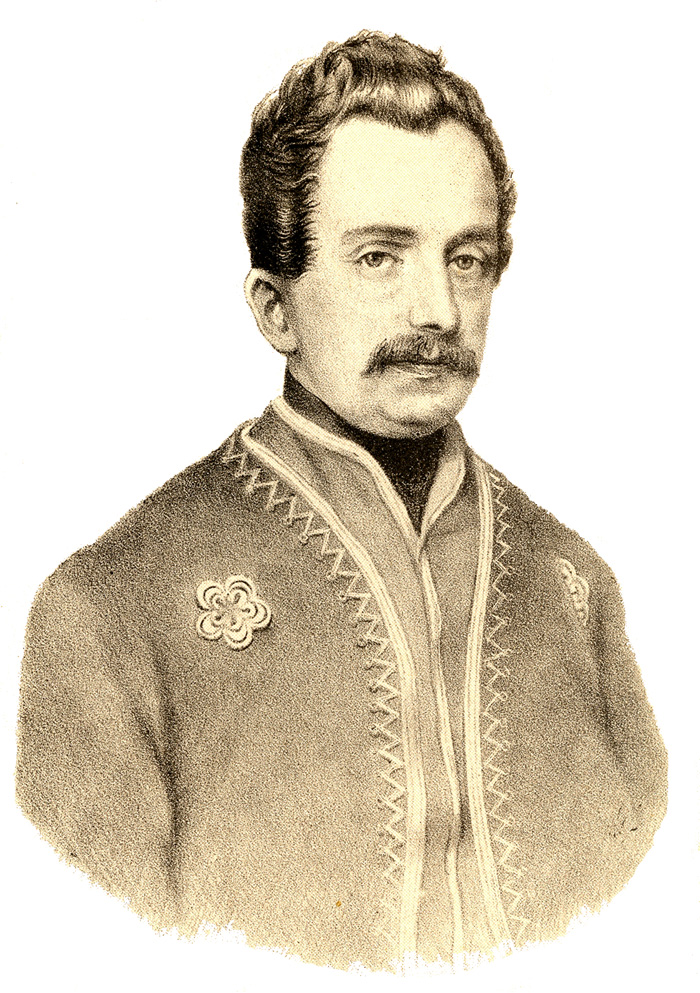
Ljudevit Gaj

Oltre che la lingua croata, esso viene affiancato al cirillico per la scrittura in caratteri latini della lingua bosniaca, della lingua montenegrina, lingua serba, dello standard serbo-croato usato prima della dissoluzione della Jugoslavia e della lingua bulgara parlata dai Bulgari del Banato. Una forma lievemente modificata è utilizzata per scrivere la lingua slovena.

## Lettere e pronuncia
La maggior parte delle lettere si pronuncia come in italiano.
| Grafema | Pronuncia (IPA) | Descrizione |
| A, a    | /a/             | come la a italiana |
| B, b    | /b/             | come la b italiana |
| C, c    | /ts/            | come la z italiana in "pozzo" |
| Č, č    | /tʂ/            | più posteriore della c italiana in "goccia" |
| Ć, ć    | /ʨ/             | come ć in polacco: prepalatale, più anteriore di č; nella regione dell'Istria viene pronunciata facendo schioccare la lingua sul palato, mentre nel resto della Croazia è simile alla c italiana in "città" |
| D, d    | /d/             | come la d italiana |
| Dž, dž  | /dʒ/            | più posteriore della g italiana in "già" |
| Đ, đ    | /ʥ/             | come dź in polacco: prepalatale, più anteriore di dž; simile alla g italiana in "giro" |
| E, e    | /ɛ/             | come la e italiana di "esodo", vocale aperta |
| F, f    | /f/             | come la f italiana |
| G, g    | /ɡ/             | come la g italiana in "gatto" |
| H, h    | /x/             | come la ch tedesca in "noch" o scozzese in "loch" |
| I, i    | /i/             | come la i italiana |
| J, j    | /j/             | come la i italiana in "iena" |
| K, k    | /k/             | come la c italiana in "cane" |
| L, l    | /ʟ/             | più velare della l italiana |
| Lj, lj  | /ʎ/             | sincopate in un solo suono: approssimante palatale laterale, simile alla gl italiana in "aglio" |
| M, m    | /m/             | come la m italiana |
| N, n    | /n/             | come la n italiana in "naso" |
| Nj, nj  | /ɲ/             | sincopata in un solo suono: nasale palatale, simile alla gn italiana in "gnomo" |
| O, o    | /ɔ/             | come la o italiana di "porta", vocale aperta |
| P, p    | /p/             | come la p italiana |
| R, r    | /r/             | come la r italiana; può essere definita come sillaba vocalica ed essere perciò accentata (p. es. /kr̩k/ (Krk))                                                                                               |
| S, s    | /s/             | come la s italiana in "suora" |
| Š, š    | /ʃ/             | come la sc italiana in "sciarpa" |
| T, t    | /t/             | come la t italiana |
| U, u    | /u/             | come la u italiana in "uva" |
| V, v    | /v/             | come la v italiana |
| Z, z    | /z/             | come la s italiana in "sbaglio" |
| Ž, ž    | /ʒ/             | come la j francese in "jardin" |

I grafemi dž, lj e nj sono considerati singole lettere (digrammi). L'alfabeto all'inizio comprendeva anche il digramma dj, sostituito poi dalla lettera Đ (da non confondere con l'analogo simbolo usato nella lingua islandese, cui corrisponde la pronuncia /ð/).
Le lettere q, w, x e y compaiono soltanto in prestiti stranieri.